# La Chapelle-Réanville
 La Chapelle-Réanville  là một xã thuộc tỉnh Eure trong vùng Normandie miền bắc nước Pháp.

## Huy hiệu
| Arms of La Chapelle-Réanville | The arms of La Chapelle-Réanville are blazoned: Quarterly gules and azure, on a narrow pale argent an even narrower one wavy azure, charged with 1: 2 leopards Or, armed and langued azure; 2: the capital letter G Or; 3: the head of St. Barthélemy argent haloed Or; 4: a church proper. |